# نادي الجيش (العراق)
نادي الجيش الرياضي هو نادي رياضي عراقي مقره بغداد، تأسس عام 1974، يلعب فريق كرة القدم في الدوري العراقي الدرجة الثانية، الذي فاز في دوري نجوم العراق (الدوري العراقي الممتاز سابقا ) مرة واحدة في تاريخه في عام 1984.

## إنجازاته
- دوري نجوم العراق

(1): 1984
- كأس العراق

(2): 1980, 1983

## روابط خارجية
صفحة النادي على موقع Goalzz.com